# 200 (число)
200 (дві́сті) — натуральне число між  199 та  201.
- 200 день в році — 19 липня (у високосний рік 18 липня).

## В інших галузях
- 200 рік, 200 до н. е.
- В Юнікоді 00C8  16  — код для символу «È» ( Latin Capital Letter  E With Grave).
- «Вантаж-200» — умовна назва трупів радянських військовослужбовців, яких везли з території Афганістану в ході  Афганської війни (1979—1989)
- Числа 200 читається як «roo» («ру») мовою Leet
- Код 200 позначає успішну відповідь від HTTP/SIP-сервера
- Кількість слів у розширеному  списку Сводеша

## Числа від 200 до 299
| - 200 = 2 × 2 × 2 × 5 × 5 - 201 = 3 × 67, 3-є 68 — кутне число - 202 = 2 × 101, 4-е 35 — кутне число - 203 = 7 × 29 - 204 = 2 × 2 × 3 × 17, 8-е дев'ятикутне число, 3-є 69 — кутне число, Сума перших восьми квадратів - 205 = 5 × 41, 5-е 22 — кутне число - 206 = 2 × 103 - 207 = 3 × 3 × 23, 3-є 70 — кутне число - 208 = 2 × 2 × 2 × 2 × 13, 4-е 36 — кутне число - 209 = 11 × 19 - 210 = 2 × 3 × 5 × 7, 20-е трикутне число, 12-е п'ятикутне число, 7 — е 15 — кутне число, 3-є 71 — кутне число - 211 = 47-е просте число - 212 = 2 × 2 × 53 - 213 = 3 × 71, 3-є 72 — кутне число - 214 = 2 × 107, 4-е 37 — кутне число - 215 = 5 × 43, 5-е 23 — кутне число - 216 = 2 × 2 × 2 × 3 × 3 × 3, 6-е 16 — кутне число - 217 = 7 × 31, 7-е 12 — кутне число - 218 = 2 × 109 - 219 = 3 × 73, 3-є 74 — кутне число - 220 = 2 × 2 × 5 × 11, 4-е 38 — кутне число, дружнє число з 284 - 221 = 13 × 17 - 222 = 2 × 3 × 37, 3-є 75 — кутне число - 223 = 48-е просте число - 224 = 2 × 2 × 2 × 2 × 2 × 7 - 225 = 3 × 3 × 5 × 5, 15-е квадратне число, 9-е восьмикутне число, 5-е 24 — кутне число, 3-є 76 — кутне число - 226 = 2 × 113, 4-е 39 — кутне число - 227 = 49-е просте число - 228 = 2 × 2 × 3 × 19, 3-є 77 — кутне число - 229 = 50-е просте число - 230 = 2 × 5 × 23, в 10 ділиться без залишку на суму своїх цифр - 231 = 3 × 7 × 11, 21-е трикутне число, 11-е шестикутне число, 6-е 17 — кутне число, 3-є 78 — кутне число - 232 = 2 × 2 × 2 × 29, 8-е 10 — кутне число, 4-е 40 — кутне число - 233 = 51-е просте число, 13-є число з ряду Фібоначчі - 234 = 2 × 3 × 3 × 13, 3-є 79 — кутне число - 235 = 5 × 47, 10-е семикутне число, 5-е 25 — кутне число - 236 = 2 × 2 × 59 - 237 = 3 × 79, 3-є 80 — кутне число - 238 = 2 × 7 × 17, 7-е 13 — кутне число, 4-е 41 — кутне число, сума перших тринадцяти простих чисел - 239 = 52-е просте число - 240 = 2 × 2 × 2 × 2 × 3 × 5, 3-є 81 — кутне число - 241 = п'ятдесят третє просте число - 242 = 2 × 11 × 11 - 243 = 3 × 3 × 3 × 3 × 3, третє 82 — кутне число, число Харсхада - 244 = 2 × 2 × 61, 4-е 42 — кутне число - 245 = 5 × 7 × 7, 5-е 26 — кутне число - 246 = 2 × 3 × 41, 6-е 18 — кутне число, 3-є 83 — кутне число - 247 = 13 × 19, 13-є п'ятикутне число - 248 = 2 × 2 × 31 - 249 = 3 × 83, 3-є 84 — кутне число | - 250 = 2 × 5 × 5 × 5, 4-е 43 — кутне число - 251 = 54-е просте число - 252 = 2 × 2 × 3 × 3 × 7, 3-є 85 — кутне число - 253 = 11 × 23, 22-е трикутне число - 254 = 2 × 127 - 255 = 3 × 5 × 17, 5-е 27 — кутне число, 3-є 86 — кутне число - 256 = 2 × 2 × 2 × 2 × 2 × 2 × 2 × 2, 16-е квадратне число, 4-е 44 — кутне число - 257 = 55-е просте число - 258 = 2 × 3 × 43, 3-є 87 — кутне число - 259 = 7 × 37, 7-е 14 — кутне число - 260 = 2 × 5 × 13, 8-е 11 — кутне число - 261 = 3 × 3 × 29, 9-е дев'яти кутне число, 6-е 19-кутне число, 3-є 88 — кутне число - 262 = 2 × 131, 4-е 45 — кутне число - 263 = 56-е просте число - 264 = 2 × 2 × 2 × 3 × 11, 3-є 89 — кутне число - 265 = 5 × 53, 5-е 28 — кутне число - 266 = 2 × 7 × 19 - 267 = 3 × 89, 3-є 90 — кутне число - 268 = 2 × 2 × 67, 4-е 46 — кутне число - 269 = 57-е просте число - 270 = 2 × 3 × 3 × 3 × 5, 3-є 91 — кутне число - 271 = 58-е просте число - 272 = 2 × 2 × 2 × 2 × 17 - 273 = 3 × 7 × 13, 3-є 92 — кутне число - 274 = 2 × 137, 4-е 47 — кутне число - 275 = 5 × 5 × 11, 5-е 29 — кутне число - 276 = 2 × 2 × 3 × 23, 23-є трикутне число, 12-е шестикутне число, 6 — е 20 — кутне число, 3-є 93 — кутне число - 277 = 59-е просте число - 278 = 2 × 139 - 279 = 3 × 3 × 31, 3-є 94 — кутне число - 280 = 2 × 2 × 2 × 5 × 7, 10-е восьмикутне число, 7-е 15 — кутне число , 4-е 48 — кутне число - 281 = 60-е просте число, сума перших 14-и простих чисел - 282 = 2 × 3 × 47, 3-є 95 — кутне число - 283 = 61-е просте число - 284 = 2 × 2 × 71 - 285 = 3 × 5 × 19, 5-е 30 — кутне число, 3-є 96 — кутне число, сума перших дев'яти квадратів. - 286 = 2 × 11 × 13, 11-е семикутне число, 4-е 49 — кутне число - 287 = 7 × 41, 14-е п'ятикутне число - 288 = 2 × 2 × 2 × 2 × 2 × 3 × 3, 8-е 12 — кутне число, 3-є 97 — кутне число - 289 = 17 × 17, 17-е квадратне число - 290 = 2 × 5 × 29 - 291 = 3 × 97, 6-е 21 — кутне число, 3-є 98 — кутне число - 292 = 2 × 2 × 73, 4-е 50 — кутне число - 293 = 62-е просте число - 294 = 2 × 3 × 7 × 7, 3-є 99 — кутне число - 295 = 5 × 59, 5-е 31 — кутне число - 296 = 2 × 2 × 2 × 37 - 297 = 3 × 3 × 3 × 11, 9-е 10 — кутне число, 3-є 100 — кутне число - 298 = 2 × 149, 4-е 51 — кутне число - 299 = 13 × 23 |